# 4828 Misenus
4828 Misenus је Јупитеров тројански астероид чија средња удаљеност од Сунца износи 5,181 астрономских јединица (АЈ).
Апсолутна магнитуда астероида је 10,0.